# Hamlet goes Business
Mit Hamlet goes Business brachte der finnische Filmregisseur Aki Kaurismäki seine Version von William Shakespeares Tragödie Hamlet auf die Leinwand. Die Handlung des Schwarzweißfilms hält sich weitgehend an die Vorlage und wurde von Kaurismäki in das Finnland des 20. Jahrhunderts versetzt.

## Handlung
Hamlets Familie besitzt einen Papierkonzern, deren Figuren über Telefon kommunizieren und sich mit modernen Geräten überwachen. Handlungsablauf und Figurenrede wurden teilweise von Shakespeare adaptiert, jedoch großteils neu geschrieben. Klaus verjagt Hamlet, übernimmt dessen Betrieb und heiratet dessen Mutter. Klaus will zudem die Firmenphilosophie verändern und das Warensortiment umstellen. Hamlets Vater erscheint seinem Sohn als Geist und bittet ihn, den Mord zu rächen. Der Auftrag fordert immer mehr Todesopfer.

## Kritik
„Shakespeares Drama als Folie für Kapitalismuskritik, die die Handlungsfäden der Geschichte geschickt mit den Mustern des Gangsterfilms und der "Schwarzen Serie" verknüpft. Ein Film, der auch durch ironische Brechungen und düsteren Aberwitz überzeugt und sich zu einer flapsigen Aussage über die Schlechtigkeit der Welt verdichtet.“
- Lexikon des internationalen Films

## Quelle
- Kaurismäki, Aki: Hamlet goes Business. Finnland, 1987